# Приём волостных старшин Александром III во дворе Петровского дворца в Москве
«Приём волостных старшин Александром III во дворе Петровского дворца в Москве» (1884—1886) — масштабное полотно Ильи Репина, заказанное ему министерством Императорского Двора летом 1884 года. Картина изображает один из эпизодов торжеств по случаю коронации Александра III — обращение императора к волостным старшинам на праздничном обеде во дворе Петровского дворца 21 мая 1883 года. Художник работал над заказом почти два года, выполнив большое количество подготовительных этюдов, рисунков и эскизов. Картина экспонировалась на выставках передвижников в Санкт-Петербурге (1886) и Москве (1887). В 1887 году, по распоряжению императора Александра III, полотно было повешено в аванзале Большого Кремлевского дворца. С 1953 года картина находится в собрании Третьяковской галереи; ныне представлена в основной экспозиции музея. Произведение демонстрируется в оригинальной резной деревянной раме по проекту архитектора И.П. Ропета. «Приём волостных старшин» является редким примером официального заказа в творчестве Репина.

## История заказа
Изначально министерство Императорского Двора планировало заказать картину, изображающую обед старшин во дворе Петровского дворца, Константину Маковскому. В ходе переговоров с художником возникли разногласия в цене. Маковский изначально рассчитывал получить 30 тыс. руб. гонорара — против 20 тыс. руб., которые министерство готово было потратить на заказ. Однако даже достигнутый компромисс, 25 тыс. руб., по всей видимости, показался министерству слишком большой суммой, и летом 1884 года, спустя несколько месяцев после начала переговоров с Маковским, при посредничестве Алексея Боголюбова предложение исполнить картину поступило Илье Репину. По свидетельству Владимира Стасова, Репин согласился исполнить заказ за 15 тыс. руб. Эскиз картины был утвержден заказчиком «с маленькими изменениями» в конце августа 1884 года.

## Сюжет картины
Картина изображает один из важных эпизодов коронационных торжеств в мае 1883 года — речь Александра III на обеде, данном волостным старшинам во дворе Петровского дворца в Москве. В своем выступлении император поблагодарил старшин за участие в празднествах и опроверг распространившиеся в крестьянской среде слухи о переделе земли. Описание эпизода вместе с речью императора были воспроизведены практически во всех изданиях, посвященных коронационным торжествам, а его изображения, также сопровождавшиеся словами Александра III, были тиражированы в виде нескольких литографий. Репин не был свидетелем изображаемого им события — в дни коронации он путешествовал со своим старшим товарищем Владимиром Стасовым по Западной Европе.

## Работа над заказом
В августе 1884 года во время работы над эскизом Репин писал Павлу Третьякову: «Эта новая тема довольно богата, и мне она нравится, особенно с пластической стороны, — царь и народ на фоне придворной знати. Сколько разнообразия типов, выражения лиц, контрастов, самых неожиданных, художественных!». Известно два живописных эскиза к картине: из Третьяковской галереи и из Музея искусств в Лодзи. Из них эскиз из Лодзи композиционно наиболее близок самой картине. Никита Балагуров указал на ряд деталей и композиционных приемов, которые Репин заимствовал для этого эскиза из своей же картины «Годовой поминальный митинг у Стены коммунаров на кладбище Пер-Лашез в Париже». Некторые из них также обнаруживают себя в московском эскизе и финальной версии композиции. По мнению Балагурова, художник обратился к своей парижской картине с целью обогатить «Приём волостных старшин» натурными наблюдениями, сделанными им во время посещения многолюдного поминального митинга  — таким образом компенсируя отсутствие своих натурных зарисовок типологически схожей многолюдной сцены обращения Александра III к волостным старшинам. Светлана Соловьева приводит ряд других изобразительных источников, которыми Репин мог пользоваться во время работы над эскизами: иллюстрированное издание «Весна красна» (1883) и прочие визуальные документации торжеств. Кроме того, Репин лично выезжал на место события для фиксации архитектурного пространства и перспективных построений для будущей картины. Финальная версия композиции отличается от дошедших до нас эскизов большей сосредоточенностью на центральной фигуре императора, композиционной стройностью и позицией зрителя, который является уже не просто сторонним наблюдателем события, но включается в круг его непосредственных участников. Игорь Грабарь так описал итоговое решение композиции Репина: «Он продвигает царя вперед, изображая его как бы вошедшим в круг обступивших его старшин. Это дает ему возможность ограничиться всего несколькими первопланными спинами, взяв большинство фигур в фас, в три четверти и в профиль».
Следующим этапом после утверждения эскиза была обширная подготовительная работа для картины: написание этюдов, копирование костюмов бывших на представлении лиц, портретирование. Большую помощь Репину на этом этапе оказал секретарь министра Императорского двора В.С. Кривенко.

## Изображенные на картине

### Романовы
Александр III изображен в центре композиции. Император не любил позировать и не удостоил Репина сеансом для портретирования. По всей видимости, художнику пришлось опираться на существующие фотографии монарха. За левым плечом Александра изображены императрица Мария Федоровна (под розовым зонтиком) и августейшие дети: Георгий, Ксения и наследник Николай Александрович. «Костюмы царские» выдавались Репину на этюды в Александрии летом 1885 года. Дочь Репина Вера позировала для этюда, на который художник опирался при написании портрета Ксении Александровны.

### Придворные и чиновники
За правым плечом императора в голубой муаровой ленте изображен министр внутренних дел граф Д.А. Толстой. За фигурой наследника стоят генералы П.А. Черевин (в форме царского конвоя с черной каракулевой шапкой) и О.Б. Рихтер. Генерал А.С. Васильковский виднеется на заднем плане композиции на фоне решетки Петровского дворца слева. По всей видимости, эти чиновники специально позировали Репину, о чем свидетельствуют четыре сохранившихся этюда. Справа от Рихтера со свернутой бумагой в руках изображен министр Императорского Двора И.И. Воронцов-Дашков. Перед министром Репин изобразил князя Н.Н. Хованского, отвечавшего за пребывание старшин в Москве во время коронационных торжеств. На финальном этапе работы художник добавил в композицию фигуру военного и журналиста В.В. Комарова.

### Волостные старшины
Никита Балагуров поименно идентифицировал целый ряд изображенных в картине волостных старшин. Исследователь установил, что при выполнении заказа художник пользовался фотографиями старшин, сделанных накануне торжеств в ателье Михаила Настюкова. Среди идентифицированных Балагуровым персонажей отчетливое сходство с фотографическими прототипами имеют следующие изображенные: Степан Паромов (Архангельская губ.), гуриец Михаил Нинидзе, Александр Лычко (Черниговская губ.), Тарас Тимофеев (Воронежская губ.), Захар Сергевнин (Владимирская губ.), Иван Зуев (Уфимская губ.), Менгли-Адий Бармамбетов (Таврическая губ.), Егор Данчинов (Иркутская губ.). При этом знакомство Репина с фотографиями Настюкова обнаруживается уже в его эскизе из музея искусств в Лодзи. Помимо Паромова и Нинидзе, Балагуров обнаружил в нем изображения Якова Воробьева (Архангельская губ.) и Сейфула Сейтбаталова (Нижегородская губ.). Летом 1885 года Репин выполнил несколько этюдов для написания стоящих спиной к зрителю старшин.

## Экспозиционная история
Картина была впервые представлена публике на 14-й передвижной выставке в здании Императорской академии наук в марте 1886 года. Полотно было повешено над парадной лестницей здания, причем на верхней площадке лестницы организаторы поместили зеркало, в котором посетители могли рассмотреть отражение картины. В июне 1886 года Репин перевез картину в Петергоф для осмотра императором и императорской семьей; здесь же по настоянию Александра III худоджник внес последние правки. Весной 1887 года «Приём волостных старшин» демонстрировался на 15-й передвижной выставке в одном из залов Московского училища живописи, ваяния и зодчества. Вскоре после завершения выставки картина по распоряжению императора была отправлена в Большой Кремлевский дворец и при участии самого Репина была повешена в аванзале дворца, напротив парадной лестницы. Здесь с некоторым перерывом картина провисела до 1953 года, когда она была передана в Третьяковскую галерею. Впервые посетителям галереи картина была представлена на выставке новых поступлений в 1961 году. Более тридцати лет спустя картина снова покинула запасники музея для юбилейной ретроспективы творчества Репина в 1994 году. После реставрации полотна и оригинальной рамы картина заняла место в постоянной экспозиции галереи.

## Рама картины

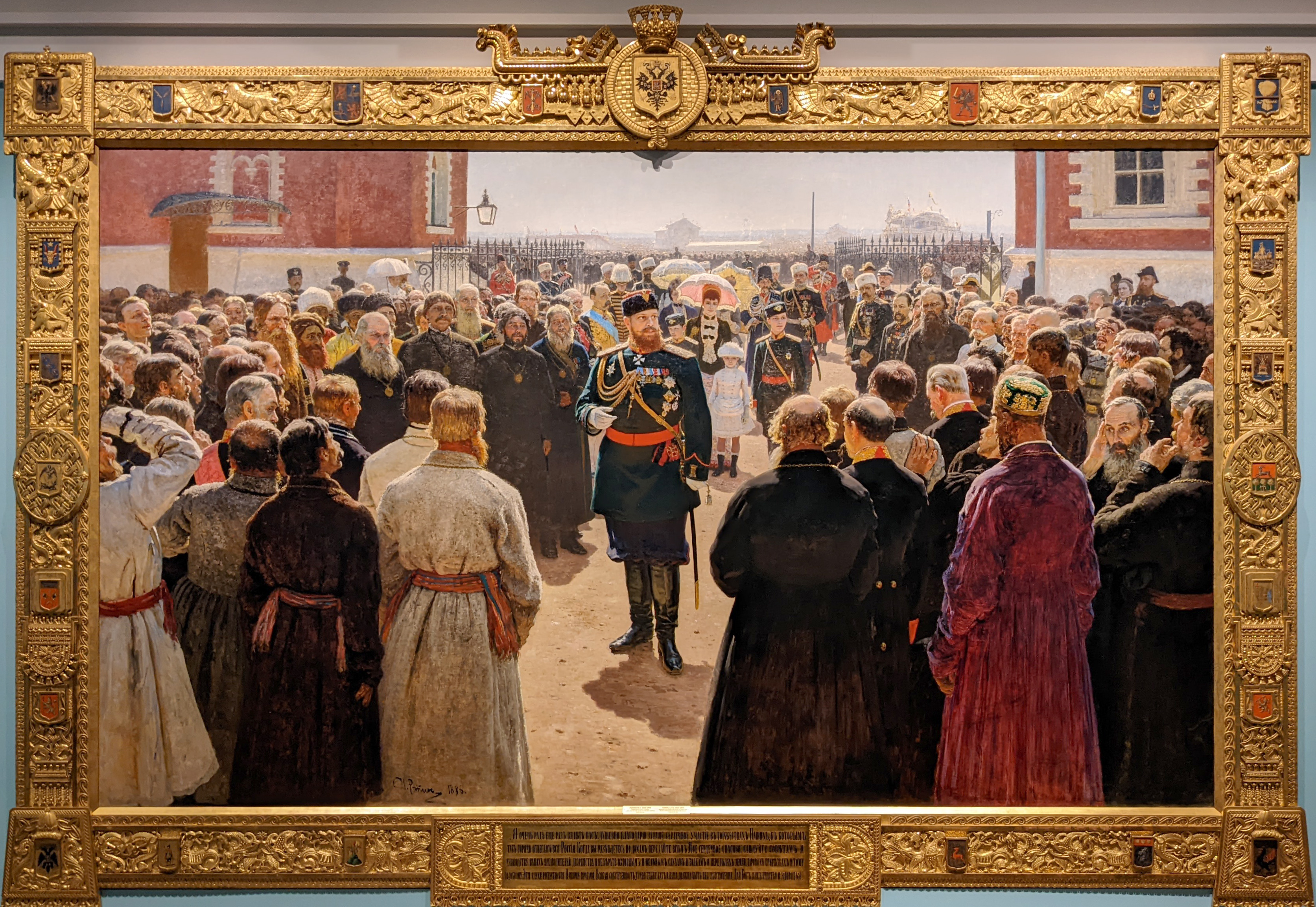
Картина Репина в оригинальной раме по проекту И.П. Ропета.

Рама картины является уникальным произведением русского декоративно-прикладного искусства. Резной декор включает 25 гербов и областей Российской империи и венчающий ее композицию Малый Государственный герб. Гербы чередуются с фигурами и орнаментами, вырезанными по мотивам или повторяющими археологические находки и орнаменты из старинных рукописей. Светлана Соловьева с помощью академика Н.А. Макарова установила источники многих из этих заимствований. В верхней части рамы симметрично друг другу расположены композиции, повторяющие «Крылатую артемиду, удушающую двух зверей» из Александропольского кургана. В нижней части рамы помещен орнамент, заимствованный из мерянской подвески, а использованные здесь же зооморфные орнаменты повторяют изображение на серебряной оправе Турьего рога из Черной могилы. Венчает раму пара коньков, довольно точно воспроизводящих мерянские привески к поясу X-XI веков. Оксана Лысенко установила автора проекта рамы для репинской картины — им оказался известный архитектор И.П. Ропет. Сам художник не был доволен дизайном рамы: «Рама что-то не того... Надо было самому шаблоны нарисовать...».